# Biologiczne znaczenie pierwiastków

## Makroelementy
Mianem makroelementów (makrominerałów, makroskładników, pierwiastków głównych, makropierwiastków) określa się pierwiastki, których zawartość w danym środowisku (także organizmie) jest stosunkowo duża. Ponieważ między różnymi typami środowisk i grupami organizmów występują pod tym względem różnice, różnie określane są wartości graniczne wyróżniania makroelementów. Różna jest też ich lista. Szczególnie duże różnice występują między przyrodą nieożywioną a organizmami. W wodach podziemnych makroelementami są: wodór, węgiel, azot, tlen, sód, magnez, siarka, chlor, potas, wapń, mangan, brom, żelazo i jod, a według niektórych ujęć również glin, fluor, krzem i fosfor. Niektóre z tych pierwiastków nie mają większego znaczenia biologicznego i nie są uznawane za makroelementy w biologii. W hydrochemii pojęcie makroskładników może odnosić się ponadto nie do samych pierwiastków, ale tworzonych przez nie jonów. Wówczas makroskładnikami wód podziemnych są: Na+, K+, Ca2+, Mg2+, Cl-, SO42- i HCO3- oraz NH4+, NO2-, NO3-, Fe2+, Al3+ i substancje organiczne.
U roślin za makroskładniki uważa się: węgiel, wodór, tlen, azot, fosfor, potas, siarkę, wapń i magnez, przy czym pierwsze trzy ze względu na specyfikę występowania i asymilacji czasem są omijane w spisach. C, H, O i N tworzą grupę makronutrientów strukturalnych. Za graniczną zawartość oddzielającą makroelementy od mikroelementów zwykle przyjmuje się 0,1% masy. Ponieważ pojęcia makroskładników czy makronutrientów nie zawsze są ostro zdefiniowane (oprócz zawartości może być brane pod uwagę również biologiczne wykorzystanie), do roślinnych makroskładników czasem zaliczane są ponadto żelazo, chlor, sód i krzem, włączane w innych systemach do mikroskładników. 
W przypadku człowieka makroelementami bywają nazywane pierwiastki, których dobowe zapotrzebowanie w diecie przekracza 100 mg na dobę. Niezbędne są one do prawidłowego rozwoju jego organizmu. Zalicza się do nich: fosfor, wapń, magnez, chlor, potas, sód, siarka, azot, wodór, tlen, węgiel.

## Mikroelementy
Mikroelementy, mikroskładniki, pierwiastki śladowe – pierwiastki chemiczne występujące w bardzo małych (śladowych) ilościach w organizmach roślinnych i zwierzęcych. U ludzi zapotrzebowanie na te pierwiastki wynosi poniżej 100 mg na dobę.
Pojęcia mikroskładników lub mikronutrientów i pierwiastków śladowych nierzadko są rozróżniane ze względu na rozpiętość zawartości lub znaczenie biologiczne. Mikronutrienty wówczas oznaczają pierwiastki występujące w roślinach w niewielkich ilościach, ale niezbędne dla ich rozwoju, a pierwiastki śladowe wszystkie pierwiastki występujące w małych stężeniach, także nieaktywne biologicznie. Z kolei w chemii wód podziemnych mikroelementy (pierwiastki rzadkie) to takie, które występują zwykle w ilości 0,01–10 mg/l (np. F, Al, Si, Li, Bo, P, Cu, Zn, Ti, V, As, Cr, Co, Ni, Ag, Sr, Ba, Pb), podczas gdy pierwiastki śladowe to pierwiastki występujące jeszcze rzadziej (np. Rb, Au, Hg). 
Niedobór lub nadmiar tych pierwiastków może prowadzić do zaburzeń fizjologicznych. Składniki mineralne są niezbędne w ustroju do celów budulcowych (szczególnie w tkance kostnej), wchodzą w skład: płynów ustrojowych, niektórych enzymów, związków wysokoenergetycznych itp. Wywierają również wpływ na regulację czynności narządowych i ogólnoustrojowych.
Do mikroelementów w diecie człowieka zalicza się: jod, żelazo, fluor, bor, kobalt, miedź, chrom, cynk, mangan, molibden, selen. Lista mikroelementów u roślin może zależeć od ujęcia, ale zasadniczo obejmuje miedź, bor, mangan, cynk i molibden. Zazwyczaj obejmuje również żelazo (które często występuje w ilościach większych niż pozostałe mikroelementy, co zbliża je do makroelementów), a czasem też chlor, sód, krzem, kobalt i wanad. Czasem natomiast za mikroelementy uznaje się wszystkie znajdowane w roślinach pierwiastki (poza makroelementami). W zależności od czułości pomiaru taka lista objąć może praktycznie wszystkie występujące w naturze pierwiastki, które mogą mniej lub bardziej przypadkowo znaleźć się w organizmie, przez co zwykle ogranicza się ją do pierwiastków istotnych dla roślin, nawet jeśli ich rola jest słabo poznana. Mikroelementy, zarówno niezbędne do rozwoju (mikronutrienty), jak i pozostałe, występując w nadmiernych stężeniach mogą wywoływać skutki niepożądane. Niektóre pierwiastki są wyłącznie toksyczne (srebro, bizmut, kadm, rtęć, ołów, tal, tor, uran), inne są niezbędne, ale toksyczne w nadmiarze (np. chrom, kobalt, miedź, żelazo, molibden, nikiel, cyna, wolfram, cynk), a jeszcze inne są uznawane za w zasadzie nietoksyczne (np. mangan i wanad).

## Ultraelementy
Trzecią grupą pierwiastków są ultraelementy, są to pierwiastki występujące w ilościach kilku μg na gram masy ciała. Zaliczamy do nich: rad, srebro, złoto, platyna.
Są to aktywatory enzymów procesów metabolicznych.

## Biochemiczna funkcja pierwiastków
Obok podziału na makro- i mikroelementy, stosowany jest również podział pod kątem funkcji biochemicznych. U roślin wyróżniane są następujące grupy:
- nutrienty wchodzące w skład związków węgla (azot, siarka)
- nutrienty biorące udział w magazynowaniu energii lub utrzymaniu integralności strukturalnej (fosfor, krzem, bor)
- nutrienty występujące głównie w postaci jonów, biorące udział w utrzymaniu potencjału osmotycznego lub wchodzące w skład enzymów (potas, wapń, magnez, chlor, mangan, sód)
- nutrienty biorące udział w reakcjach redoks (żelazo, cynk, miedź, nikiel, molibden).

Podział ten nie jest sztywny, gdyż wszystkie pierwiastki wewnątrz organizmu mogą wchodzić w skład związków węgla, a wiele pierwiastków zaliczonych tu do ostatniej grupy wchodzi w skład enzymów. 
Według niektórych autorów dla roślin nutrientami, czyli pierwiastkami odżywczymi, można nazywać tylko pierwiastki spełniające następujące kryteria: pierwiastek jest niezbędny roślinie do wypełnienia jej cyklu życiowego (bez objawów nienormalnego rozwoju), nie może być w pełni zastąpiony przez inny pierwiastek i wszystkie rośliny wymagają tego pierwiastka. Przy tak rygorystycznych kryteriach za nutrienty nie są uważane pierwiastki wymagane wyłącznie przez niektóre gatunki roślin (np. sód), a samo gromadzenie przez roślinę danego pierwiastka bez dowodu na jego niezbędność, nie jest dowodem na jego odżywczy charakter. W połowie XIX w. za dziesięć niezbędnych do rozwoju roślin pierwiastków uznano: C, O, H, N, S, P, K, Ca, Mg i Fe. Do początku XXI w. takie kryteria spełniało 17 pierwiastków (C, H, O pobierane bezpośrednio z wody i powietrza oraz 14 pobieranych z roztworów, zgodnie z tabelą w dalszej części). Niemniej pozostali badacze używają tych terminów mniej rygorystycznie.

W tabeli przedstawiono spis pierwiastków chemicznych o znaczeniu biologicznym (uszeregowano je malejąco pod względem przeciętnej zawartości w organizmie ludzkim):
| Nazwa (zapotrzebowanie dobowe) | Znaczenie biologiczne | Niektóre skutki niedoboru |
| Pierwiastki biogenne (biogeny) | Pierwiastki biogenne (biogeny) | Pierwiastki biogenne (biogeny) |
| ------------------------------ | --- | --- |
| Tlen, O (~ 2 kg)               | Podstawowe składniki związków organicznych, wchodzących w skład wszystkich organizmów żywych: cukrów, tłuszczów, białek i kwasów nukleinowych (DNA i RNA). Tlen jest niezbędny do oddychania komórkowego, wraz z wodorem tworzy wodę, zaś wraz z węglem dwutlenek węgla, który jest substratem do fotosyntezy. | Śmierć organizmu (np. z głodu, odwodnienia lub uduszenia). |
| Węgiel, C (~ 200 g)            | Podstawowe składniki związków organicznych, wchodzących w skład wszystkich organizmów żywych: cukrów, tłuszczów, białek i kwasów nukleinowych (DNA i RNA). Tlen jest niezbędny do oddychania komórkowego, wraz z wodorem tworzy wodę, zaś wraz z węglem dwutlenek węgla, który jest substratem do fotosyntezy. | Śmierć organizmu (np. z głodu, odwodnienia lub uduszenia). |
| Wodór, H (~ 200 g)             | Podstawowe składniki związków organicznych, wchodzących w skład wszystkich organizmów żywych: cukrów, tłuszczów, białek i kwasów nukleinowych (DNA i RNA). Tlen jest niezbędny do oddychania komórkowego, wraz z wodorem tworzy wodę, zaś wraz z węglem dwutlenek węgla, który jest substratem do fotosyntezy. | Śmierć organizmu (np. z głodu, odwodnienia lub uduszenia). |
| Azot, N (~ 10 g)               | Składnik wszystkich białek, zasad azotowych (wchodzących w skład kwasów nukleinowych), związków przenoszących energię (np. ATP, ADP) oraz wielu innych związków chemicznych (np. witamin). - U roślin: Stymuluje wzrost, jest składnikiem chlorofilu, niektórych koenzymów, barwników fotosyntetycznych oraz fitohormononów. | - U zwierząt: Zahamowanie procesów życiowych. Zaburzenia bilansu azotowego (wychudzenie, osłabiony wzrost, ogólne osłabienie, obrzęki, brak apetytu, zmiany skórne, choroby wątroby). - U roślin: Zahamowanie wzrostu, pędy są krótkie i cieńkie. Szybsze kwitnienie i owocowanie kosztem mniejszych plonów. Liście stają się małe i bladozielone, a następnie żółkną. Roślina słabo się krzewi, jest strzelista i wątła. |
| Fosfor, P (700 – 900 mg)       | Pierwiastek o największej ilości funkcji w organizmie. Składnik m.in.: kwasów nukleinowych, związków przenoszących energię, fosfolipidów (budujących błony komórkowe) oraz niektórych białek. Odpowiada za utrzymanie odpowiedniego pH. - U zwierząt: Odgrywa rolę w skurczach mięśni i pracy neuronów. U kręgowców jest ważnym składnikiem kości (w postaci hydroksyapatytu) i zębów. - U roślin: Jest gromadzony w nasionach w postaci fityny. | - U zwierząt: Zaburzenia metabolizmu. Łamliwość i zniekształcenia kości, zgrubienia stawów, brak apetytu. Zwiększona nerwowość, próchnica zębów. - U roślin: Zahamowanie wzrostu łodyg i liści (które stają się ciemnozielone, czasem z fioletowoczerwonymi przebarwieniami od spodu), opóźnienie kwitnienia i owocowania, degeneracja nasion. Matowienie liści, objawy podobne do niedoboru azotu. |
| Siarka, S (~ 2 g)              | Składnik dwóch aminokwasów: metioniny i cysteiny (która poprzez mostki dwusiarczkowe tworzy strukturę trzeciorzędową białka) oraz enzymów i koenzymów (np. koenzym A). Bierze udział w procesach oddechowych w komórce. Wchodzi w skład niektórych wielocukrów (w postaci siarczanów). - U zwierząt: Wchodzi w skład większości białek, m.in. wytwarzanych przez komórki naskórka, budujących włosy, paznokcie, rogi, kopyta i pióra (np. keratyna włosów i paznokci), a także wielu hormonów (np. insuliny) i witamin (np. B1). Wpływa na właściwe nawilżenie i natłuszczenie skóry. | - U zwierząt: Osłabiony lub zahamowany wzrost i równowaga ustrojowa. - U roślin: Zaburzenia biosyntezy chlorofilu, zahamowanie wzrostu. Liście stają się małe i bladozielone (chloroza), pojawiają się na nich czerwonawe żyłki. |
| Makroelementy                  | | |
| Wapń, Ca (800 mg – 1 g)        | Zmniejsza przepuszczalność błon komórkowych, obniża stopień uwodnienia cytoplazmy (zwiększa jej lepkość). - U zwierząt: Jest drugim przekaźnikiem w sygnalizacji komórkowej. Stanowi główny budulec kości i zębów kręgowców, szkieletów bezkręgowców i skorup jaj ptaków. Wiąże się z niektórymi białkami (np. kolagenem). Jest jednym z czynników krzepnięcia krwi (tzw. IV czynnik). Uczestniczy w biosyntezie hormonów. Jest potrzebny do prawidłowego funkcjonowania układu mięśniowego (uczestniczy w mechanizmie skurczu mięśnia) i nerwowego (przewodnictwo impulsów nerwowych). Zapewnia prawidłową pracę serca. - U roślin: Jest aktywatorem enzymów. Łączy się ze składnikami ścian komórkowych (składnik blaszki środkowej). | - U zwierząt: Łamliwość i zniekształcenia kości (np. krzywica u dzieci, osteopenia i osteoporoza u dorosłych), choroby zębów, zgrubienia stawów. Zaburzenia metaboliczne (np. biegunka), zaburzenia krzepnięcia krwi, zaburzenia funkcjonowania układu mięśniowego (wzmożenie odruchów, tężyczka) i nerwowego (stany lękowe). Utrata apetytu. - U roślin: Zahamowanie biosyntezy białka, gromadzenie się węglowodanów w organizmie, zaburzenia gospodarki wodnej. Rozkład błon komórkowych, nieprawidłowy wzrost i martwica organów (jasnozielona barwa liści i ich zwijanie się na brzegach, łamliwość górnej części łodygi, niewytwarzanie włośników przez korzenie).                  |
| Potas, K (1,5 – 3,5 g)         | Reguluje równowagę osmotyczną i wodno-elektrolitową (jonową) komórki (zwiększa wydalanie wody z organizmu), zwiększa przepuszczalność błon komórkowych, podwyższa stopień uwodnienia cytoplazmy (zmniejsza jej lepkość). - U zwierząt: Jest podstawowym kationem płynów tkankowych i podstawowym kationem wewnątrzkomórkowym. Reguluje odczyn i ciśnienie krwi. Wraz z jonami sodu odpowiada za polaryzację błon komórkowych (utrzymuje potencjał spoczynkowy aksonów), bierze udział w przewodzeniu impulsów nerwowych (wpływa na skurcze mięśni). - U roślin: Aktywator ponad 40 enzymów, ma wpływ na procesy wzrostowe (kiełkowanie, wzrost, tworzenie nasion) i całokształt przemiany materii (m.in. fotosyntezę, otwieranie i zamykanie szparek, odporność na stres). Jest głównym składnikiem tkanki merystematycznej (twórczej). | Zaburzenia równowagi wodno-elektrolitowej. - U zwierząt: Kurcze mięśni, osłabienie kurczliwości mięśni i ich zwiotczenie, ogólne osłabienie organizmu, choroby serca (np. tachykardia) i nerek, apatia, uczucie splątania. Zwolnienie reakcji na bodźce, suchość skóry. - U roślin: Zahamowanie wzrostu, martwica organów, mniejsza odporność na choroby. Więdnięcie liści, które stają się ciemnozielone, a następnie pokrywają się białożółtymi plamami (chloroza). Utrata turgoru (roślina przyjmuje zwiędły pokrój), skrócone międzywęźla oraz słabo rozwinięty system korzeniowy.                                                                                                   |
| Sód, Na (550 mg – 2 g)         | Reguluje równowagę osmotyczną i wodno-elektrolitową (jonową) komórki. - U zwierząt: Jest podstawowym kationem płynu pozakomórkowego i krwi (reguluje jej odczyn i ciśnienie). Wraz z jonami potasu odpowiada za polaryzację błon komórkowych, bierze udział w przewodzeniu impulsów nerwowych (wpływa na skurcze mięśni). Odpowiada za transport jelitowy aminokwasów i węglowodanów. Składnik soku żołądkowego - U roślin: Jest niezbędny do fotosyntezy. | Zaburzenia równowagi wodno-elektrolitowej. - U zwierząt: Zanik różnicy potencjałów i utrata pobudliwości komórek. Osłabienie lub brak apetytu. Matowość oczu, zanik połysku sierści, matowienie włosów, lizanie różnych przedmiotów. Odwodnienie, niskie ciśnienie krwi, skurcze mięśni. - U roślin: Jedynie niewielu gatunkom jest potrzebny do życia, a jego niedobór powoduje osłabienie wzrostu (np. halofity czy burak cukrowy). W pozostałych przypadkach jest zbędny, a czasem nawet toksyczny. |
| Chlor, Cl (750 – 800 mg)       | Wraz z jonami sodu i potasu reguluje równowagę osmotyczną i wodno-elektrolitową (jonową) komórki. - U zwierząt: Jest podstawowym anionem płynów tkankowych i podstawowym anionem zewnątrzkomórkowym. Reguluje odczyn i ciśnienie krwi, ułatwia uwalnianie tlenu z erytrocytów. Tworzy kwas solny w żołądku (składnik soku żołądkowego), aktywuje enzymy trawienne (amylazę ślinową i pepsynogen). - U roślin: Czynnik katalityczny w fotolizie wody (faza jasnej fotosyntezy), transportuje asymilaty, wpływa na uwodnienie cytoplazmy. | Zaburzenia oddychania komórkowego i równowagi wodno-elektrolitowej. - U zwierząt: Zaburzenia trawienia. Objawy często jak przy niedoborze sodu. - U roślin: Zaburzenia fotosyntezy, chloroza i obumieranie liści. |
| Magnez, Mg (250 – 400 mg)      | Wraz z wapniem zmniejsza przepuszczalność błon komórkowych. Obniża stopień uwodnienia cytoplazmy (zwiększa jej lepkość). Odpowiada za biosyntezę i utrzymanie właściwej struktury kwasów nukleinowych. Utrzymuje właściwą strukturę i koordynuje współpracę obu podjednostek rybosomów. Jest składnikiem enzymów oddechowych. - U zwierząt: Jest składnikiem zębów i kości (bierze udział w ich tworzeniu), krwi oraz innych tkanek. Jest aktywatorem wielu enzymów (np. fosfofruktokinazy). Uczestniczy m.in. w replikacji kwasów nukleinowych (a zarazem w biosyntezie białek), wytwarzaniu mocznika oraz transporcie fosforanów. Wraz z wapniem odpowiada za prawidłowe funkcjonowanie układu nerwowego (utrzymuje pompę sodowo-potasową warunkującą potencjał spoczynkowy aksonów) i mięśniowego (składnik komórek mięśniowych). Bierze udział w wytwarzaniu energii przez komórki (w trawieniu cukrów i tłuszczów). Ułatwia asymilację witaminy C i wapnia. Odpowiada za termoregulację. - U roślin: Aktywator enzymów uczestniczących w metabolizmie węglowodanów. Składnik chlorofilu i enzymów fotosyntetycznych. | - U zwierząt: Wzmożona aktywność układu nerwowego i mięśniowego (drżenia mięśni, kurcze), osłabienie mięśni, osłabienie i nieprawidłowości pracy serca (np. zaburzenia rytmu serca). Rozdrażnienie, wzmożony zespół napięcia przedmiesiączkowego (PMS), migreny, apatia. Wzrost podatności na nowotwory. - U roślin: Słabszy rozwój, zahamowanie fotosyntezy, więdnięcie, chloroza (objawiająca się plamami między nerwami liści) wynikająca z braku chlorofilu, żółknięcie i obumieranie liści. |
| Mikroelementy                  | | |
| Żelazo, Fe (15 – 19 mg)        | Składnik enzymów oddechowych (cytochromów (np. cytochrom P450 odpowiedzialny za detoksykację), peroksydaz, katalazy). - U zwierząt: Składnik hemoglobiny, mioglobiny oraz koenzymów wielu enzymów, uczestniczących m.in. w tworzeniu ATP. - U roślin: Składnik enzymów fotosyntetycznych oraz uczestniczących w wiązaniu azotu atmosferycznego. Katalizator w biosyntezie chlorofilu. | Zaburzenia oddychania komórkowego. - U zwierząt: Niedokrwistość (anemia), hipoksja, słaby wzrost, ospałość, osłabiona odporność na infekcje, bóle głowy, zaburzenia wchłaniania witamin z grupy B, arytmia serca, zaburzenia termoregulacji, stany zapalne błon śluzowych, upośledzenie funkcji poznawczych. - U roślin: Chloroza liści i zaburzenia fotosyntezy. |
| Fluor, F (1 – 4 mg)            | - U zwierząt: Składnik kości i szkliwa zębów (umożliwia prawidłowy rozwój uzębienia, chroni zęby przed próchnicą), inaktywator fosfataz. | - U zwierząt: Większa podatność na próchnicę zębów. |
| Cynk, Zn (10 – 20 mg)          | Uczestniczy w różnych etapach biosyntezy białek (wchodzi w skład polimeraz, uczestniczy w replikacji DNA i ekspresji genów), składnik enzymów oddechowych. - U zwierząt: Składnik wielu enzymów odpowiedzialnych m.in. za metabolizm białek (składnik wielu proteinaz), węglowodanów i tłuszczów. Składnik insuliny (odgrywa także ważną rolę w jej magazynowaniu w trzustce), reguluje stężenie witaminy A. Jest wykorzystywany w formowaniu tkanki kostnej, stymuluje wzrost i naprawę tkanek (przyspiesza gojenie ran). Reguluje równowagę kwasowo-zasadową organizmu (składnik anhydrazy węglanowej). Jest niezbędny do prawidłowego funkcjonowania układu odpornościowego. Odpowiada za percepcję smaku, węchu i słuchu. - U roślin: Składnik enzymów uczestniczących w metabolizmie azotowym. Jest niezbędny do wytwarzania auksyn. | Zaburzenia biosyntezy białek i kwasów nukleinowych. - U zwierząt: Zaburzenia odczuwania smaku i zapachu. Niedokrwistość (anemia), powolne gojenie ran, choroby skóry (m.in. łuszczyca), włosów (np. łysienie, łamliwość włosów) i paznokci (łamliwość paznokci). Nowotwory, zanik mięśni, zahamowanie wzrostu i rozwoju, opóźnienie dojrzałości płciowej (zaburzenia rozwoju i czynności gonad), niepłodność u samców, upośledzenie funkcji poznawczych, biegunka. - U roślin: Chloroza, zwijanie się i karłowacenie liści, żółte plamy na liściach (tzw. choroba małych liści). Liście i kwiaty przedwcześnie opadają, międzywęźla są skrócone (głównie u drzew owocowych). Małe plony. |
| Krzem, Si (10 mg)              | - U zwierząt: Prawdopodobnie pełni rolę strukturalną. Występuje w osoczu krwi oraz sierści. Może być potrzebny przy formowaniu się tkanki łącznej (np. szkieletu). Jest niezbędny dla zwierząt, wytwarzających krzemionkowe elementy szkieletu (np. gąbki szklane). - U roślin: U niektórych gatunków usztywnia ściany komórkowe, a także zwiększa odporność na drobnoustroje. Korzystnie wpływa na wzrost traw. | - U zwierząt: Choroby skóry (np. trądzik), wypadanie włosów, deformacje kości. |
| Jod, I (160 µg)                | - U zwierząt: Składnik hormonów tarczycy (tyroksyny i trijodotyroniny), regulujących wiele funkcji organizmu (np. akcja serca, metabolizm (tłuszczów), pobudliwość układu nerwowego, termoregulacja). - U roślin: Zwiększa aktywność niektórych enzymów (inwertaz i peroksydaz). | - U zwierząt: Choroby tarczycy (np. wole), karłowatość, kretynizm (wrodzony zespół niedoboru jodu), spowolnienie metabolizmu, obrzęki skóry. |
| Miedź, Cu (2 – 3 mg)           | Wchodzi w skład enzymów oddechowych (np. oksydaza cytochromowa i oksydaza askorbinowa). - U zwierząt: Jest kofaktorem wielu enzymów (np. dysmutazy ponadtlenkowej, usuwającej z organizmu szkodliwy anionorodnik ponadtlenkowy). Uczestniczy w biosyntezie adrenaliny, melaniny, kolagenu, elastyny i keratyny, a także (wraz z żelazem) hemu (składnik hemoglobiny). Występuje w ceruloplazminie (białko osocza krwi). U niektórych bezkręgowców (np. mięczaków) jest składnikiem błękitnej hemocyjaniny (odpowiednik hemoglobiny). - U roślin: Składnik enzymów fotosyntetycznych oraz enzymów biorących udział w biosyntezie chlorofilu, jest ważnym regulatorem procesów redoks (np. denitryfikacja). Ma duży wpływ na metabolizm lipidów i związków żelaza. | Zaburzenia oddychania komórkowego. - U zwierząt: Zaburzenia biosyntezy białek strukturalnych (pękanie naczyń krwionośnych, łamliwość kości), niedokrwistość (anemia), brak apetytu, ospałość, biegunka, zaburzenia ruchu (niedowłady). - U roślin: Utrata turgoru, bielenie i zamieranie szczytów pędów. Liście początkowo nabierają intensywnie zielonego koloru, później następuje ich chloroza. Bielenie i usychanie wierzchołków młodych liści. |
| Mangan, Mn (2 – 5 mg)          | Aktywator i składnik grup prostetycznych niektórych enzymów, np. enzymów oddechowych (dehydrogenaza izocytrynianowa, karboksylaza pirogronianowa). - U zwierząt: Aktywator arginazy (enzym cyklu mocznikowego). Uczestniczy w biosyntezie mukopolisacharydów i hormonów tarczycy. Jest konieczny do prawidłowego rozwoju tkanek (zwłaszcza kostnej) oraz do funkcjonowania ośrodkowego układu nerwowego (wpływa na funkcje mózgu). Współdziała z witaminami B (B1, B6) oraz cytochromami, zwiększa asymilację miedzi. Bierze udział w metabolizmie białek i węglowodanów. Jest potrzebny do rozmnażania i laktacji. - U roślin: Potrzebny do prawidłowego wzrostu oraz do wydzielania tlenu w procesie fotosyntezy (aktywator enzymów jasnej fazy fotosyntezy), składnik enzymów uczestniczących w metabolizmie azotowym. | Zaburzenia oddychania komórkowego. - U zwierząt: Osłabienie wzrostu i płodności, wychudzenie, deformacje odnóży, osłabienie tkanki łącznej, spowolniony metabolizm glukozy. - U roślin: Łamliwość pędów, usychanie liści, które zostają pokryte szarozielonymi plamami, zwłaszcza u nasady blaszki (chloroza). |
| Chrom, Cr (100 – 150 µg)       | - U zwierząt: Wzmaga działanie insuliny, składnik czynnika tolerancji glukozy. Obniża poziom cholesterolu w osoczu krwi. | - U zwierząt: Zaburzenia gospodarki białek i lipidów, hipercholesterolemia (zbyt wysoki poziom cholesterolu we krwi), obniżona asymilacja glukozy, nudności, niepokój, zaburzenia depresyjne, spadek masy ciała. |
| Selen, Se (60 – 70 µg)         | - U zwierząt: Wchodzi w skład selenocysteiny (aminokwasu wchodzącego m.in. w skład peroksydazy glutationowej – przeciwutleniacza, chroniącego hemoglobinę przed działaniem nadtlenku wodoru). Stymuluje cykl pracy serca, neutralizuje niektóre toksyny (kadm, rtęć), współdziała z tokoferolem (witaminą E). | - U zwierząt: Zaburzenia wzrostu (a nawet jego zahamowanie) i płodności, hemoliza, kardiomiopatie, degeneracja mięśni i wątroby, podatność na infekcje. Upośledzone usuwanie reaktywnych form tlenu z organizmu. |
| Bor, B (500 µg)                | - U zwierząt: Gromadzi się w kościach i układzie nerwowym, współdziała z wapniem. - U roślin: Składnik ścian komórkowych. Bierze udział w metabolizmie kwasów nukleinowych, wzroście i rozwoju komórek, biosyntezie ligniny oraz regulacji gospodarki węglowodanowej. Jest niezbędny do kwitnienia i owocowania. | - U zwierząt: Prawdopodobnie osłabienie zdolności uczenia się. - U roślin: Upośledzenie wzrostu, żółknięcie i kruchość liści, opadanie pączków kwiatowych, gnicie korzeni, zaprzestanie wytwarzania nasion, obumieranie tzw. stożka wzrostu. |
| Molibden, Mo (3 – 250 µg)      | - U zwierząt: Jest koenzymem wielu enzymów (np. oksydazy aldehydowej, dehydrogenazy ksantynowej). Bierze udział w metabolizmie zasad azotowych i detoksykacji ksenobiotyków. - U roślin: Składnik enzymów uczestniczących w wiązaniu i przemianach azotu (denitryfikacja, biosynteza białek), bierze udział w biosyntezie witaminy C. | - U zwierząt: Osłabiony wzrost. Zaburzenia metabolizmu zasad azotowych. - U roślin: Zahamowanie wzrostu, chloroza i usychanie liści, opadanie kwiatów. |
| Nikiel, Ni (30 µg)             | Składnik ureazy – enzymu rozkładającego mocznik na amoniak i dwutlenek węgla (u zwierząt) oraz biorącego udział w reakcjach enzymatycznych u motylkowych (u roślin). | - U zwierząt: Osłabiony metabolizm azotu i żelaza. - U roślin: Prawdopodobnie ograniczony wzrost. |
| Wanad, V (10 µg)               | - U zwierząt: Aktywator enzymów uczestniczących w biosyntezie ATP. Wpływa na działanie pompy sodowo-potasowej, uczestniczy w metabolizmie węglowodanów (glukozy), pobudza produkcję glutationu, uczestniczy w mineralizacji kości. | - U zwierząt: Osłabiony wzrost, zaburzenia płodności, hipercholesterolemia (zbyt wysoki poziom cholesterolu we krwi), miażdżyca, cukrzyca. |
| Cyna, Sn (?)                   | - U zwierząt: Prawdopodobnie wpływa na działanie witaminy B2 (ryboflawiny). | - U zwierząt: Zaburzenia wzrostu i rozmnażania, prawdopodobnie również łysienie. |
| Arsen, As (20 µg)              | - U zwierząt: Prawdopodobnie uczestniczy w metabolizmie metioniny, argininy i związków metylowych. | - U zwierząt: Zaburzenia wzrostu i rozmnażania. |
| Kobalt, Co (50 µg)             | - U zwierząt: Składnik witaminy B12 (kobalaminy), biorącej udział w procesie tworzenia erytrocytów (jest niezbędna w biosyntezie hemoglobiny). Aktywator niektórych enzymów. - U roślin: Bierze udział w reakcjach enzymatycznych u roślin motylkowych (składnik ureazy), żyjących w symbiozie z bakteriami brodawkowymi. | - U zwierząt: Niedokrwistość (anemia), zaburzenia krzepnięcia krwi, zaburzenia biosyntezy białek i kwasów nukleinowych. Wahania nastroju, nadpobudliwość. - U roślin: Zahamowanie rozwoju bakterii brodawkowych i procesu wiązania azotu przez rośliny motylkowe. |
| Stront, Sr (?)                 | - U zwierząt: Prawdopodobnie jest potrzebny do prawidłowej mineralizacji kości (gromadzi się w nich w niewielkich ilościach), jego właściwości są podobne do właściwości wapnia. | - U zwierząt: Osłabienie układu kostnego. |